# Streptocaulon cumingii
Streptocaulon cumingii là một loài thực vật có hoa trong họ La bố ma. Loài này được Nicolai Stepanowitsch Turczaninow miêu tả khoa học đầu tiên năm 1848 dưới danh pháp Triplolepis cumingii. Năm 1880, Celestino Fernández-Villar chuyển nó sang chi Streptocaulon.